# 塞奥彭普斯
塞奥彭普斯 （古希臘語：、 轉換：Theópompos，前380年—前315年），古希腊历史学家、修辞学家，其历史著作被不少如希罗多德的历史学家所引用。1907年，其著作只有少量片段存在，后发现了奥克西林库斯史家，被认为是塞奥彭普斯。